# Ахременко, Никифор Акимович
Никифор Акимович Ахременко (Ахрименко) (1914—1944) — младший сержант Рабоче-крестьянской Красной армии, участник Великой Отечественной войны, Герой Советского Союза (1944).

## Биография
Родился в 1914 году в пос. Ново-Никольский (ныне — район Магжана Жумабаева Северо-Казахстанской области Казахстана) в крестьянской семье. Получил начальное образование. Работал в локомотивном депо станции Петропавловск. В июле 1941 года был призван на службу в Рабоче-крестьянскую Красную армию.
К январю 1944 года младший сержант Никифор Ахременко был командиром отделения 441-го стрелкового полка 116-й стрелковой дивизии 53-й армии 2-го Украинского фронта. Отличился во время боёв в Кировоградской области Украинской ССР.
12 января 1944 года во время боя на подступах к деревне Каниж Новомиргородского района Кировоградской области младший сержант Ахременко в ходе отражения вражеской контратаки связкой гранат уничтожил танк противника, погибнув при этом сам. Похоронен в селе Пенькино.
Указом Президиума Верховного Совета СССР от 17 мая 1944 года младший сержант Никифор Ахременко был посмертно удостоен высокого звания Героя Советского Союза с вручением ордена Ленина и медали «Золотая Звезда».

## Память
Именем Ахременко названа улица в городе Петропавловске Северо-Казахстанской области и Алма-Ате.